# Yukiko Iwai
Yukiko Iwai (岩居 由希子?, Iwai Yukiko; Chiba, 13 gennaio 1972) è una doppiatrice giapponese.

## Carriera
Ha debuttato come doppiatrice nel 1994 con Macross 7. Nel 1995 ha poi lavorato nell'anime giapponese Ping-Pong Club e in Saint Tail.
Nella sua carriera ha doppiato dal 1996 l'anime, i film ed i videogiochi relativi a Detective Conan dando voce ai personaggi di Ayumi Yoshida, Aoko Nakamori e Keiko Momoi. Tra gli altri ruoli vi è quello da protagonista come Luna in Mujin wakusei Survive nel 2009.

## Filmografia

### Doppiatrice

#### Anime
- Aoyama Gōshō tanpenshū (1999): Yuri (ep 1)
- Aoyama Gōshō tanpenshū 2 (1999): Masako (ep 1); Rena (ep 3)
- Detective Conan (1996-in corso): Ayumi Yoshida e ruoli minori: Kumi (ep 16);  auto elettorale (ep 11); Naoko Takei (ep 25); commessa (ep 38); ragazza (ep 41); donna in TV (ep 46); Kikuno (ep 52); venditore sul treno (ep 55); Iwai (ep 57-58); segreteria telefonica (ep 71); giornalista (ep 73); voce del gioco (ep 74); Aoko Nakamori (ep 76); Keiko Momoi (ep 219)
- Slayers - La città dei Golem (1997): bambino
- Shijō saikyō no deshi Ken'ichi: Makoto Himeno
- Kindaichi shōnen no jikenbo: Hirashima
- Get Backers (2002): Kakei Sakura; poliziotta (ep 1)
- Manmaru the Ninja Penguin: Harigawa-chan (ep 13)
- Mujin wakusei Survive (2003): Luna
- Ringetsu: Mitsuna Higetsu
- Saint Tail: studentessa (ep 5); ragazza A del primo anno (ep 11)
- Soul Taker: Kasumi Shiina
- Step Sister: Yuna Wakao
- Girls Bravo (2004): Nanae Kuu Haruka

- Gift - eternal rainbow  2006- Nami Rio

- Narcissu -Side 2nd-: Yuka Akishima
- Tsuki wa higashi ni hi wa nishi ni 〜Operation Sanctuary〜 (2004): Kyōko Nishina
- Ane Haramix (2006): Mina
- Patta Potta Monta (2006-2007): Monta
- Clannad After Story (2009): insegnante (ep 23)

#### Visual novel
- Gift -prism-: Nami Satō